# Untersülze
Die Ortschaft Untersülze ist ein Ortsteil der Gemeinde Lindlar im Oberbergischen Kreis im Regierungsbezirk Köln in Nordrhein-Westfalen (Deutschland).

## Lage und Beschreibung
Untersülze liegt nördlich von Lindlar im Sülztal an der Kreuzung der Landesstraßen 284 und 129. In unmittelbarer Nähe fließt die Lindlarer Sülz. Nachbarortschaften sind Süttenbach und Schätzmühle.

## Geschichte
Der Hof wurde 1413 das erste Mal als sultze urkundlich erwähnt, wobei nicht klar ist, ob von Ober- und Untersülze die Rede ist. Der Name leitet sich von der Bezeichnung für einen verrasteten Sumpfboden beziehungsweise schlammiges Wasser ab.

## Sehenswürdigkeiten
- Baudenkmäler Süttenbach 6 und 10 dem 18. Jahrhundert
- Fußfall von 1850

## Busverbindungen
Haltestelle Untersülze:
- 335 Frielingsdorf - Hartegasse / Fenke - Lindlar - Linde - Biesfeld - Dürscheid - Herkenrath - Sand - Bergisch Gladbach (S) (OVAG)

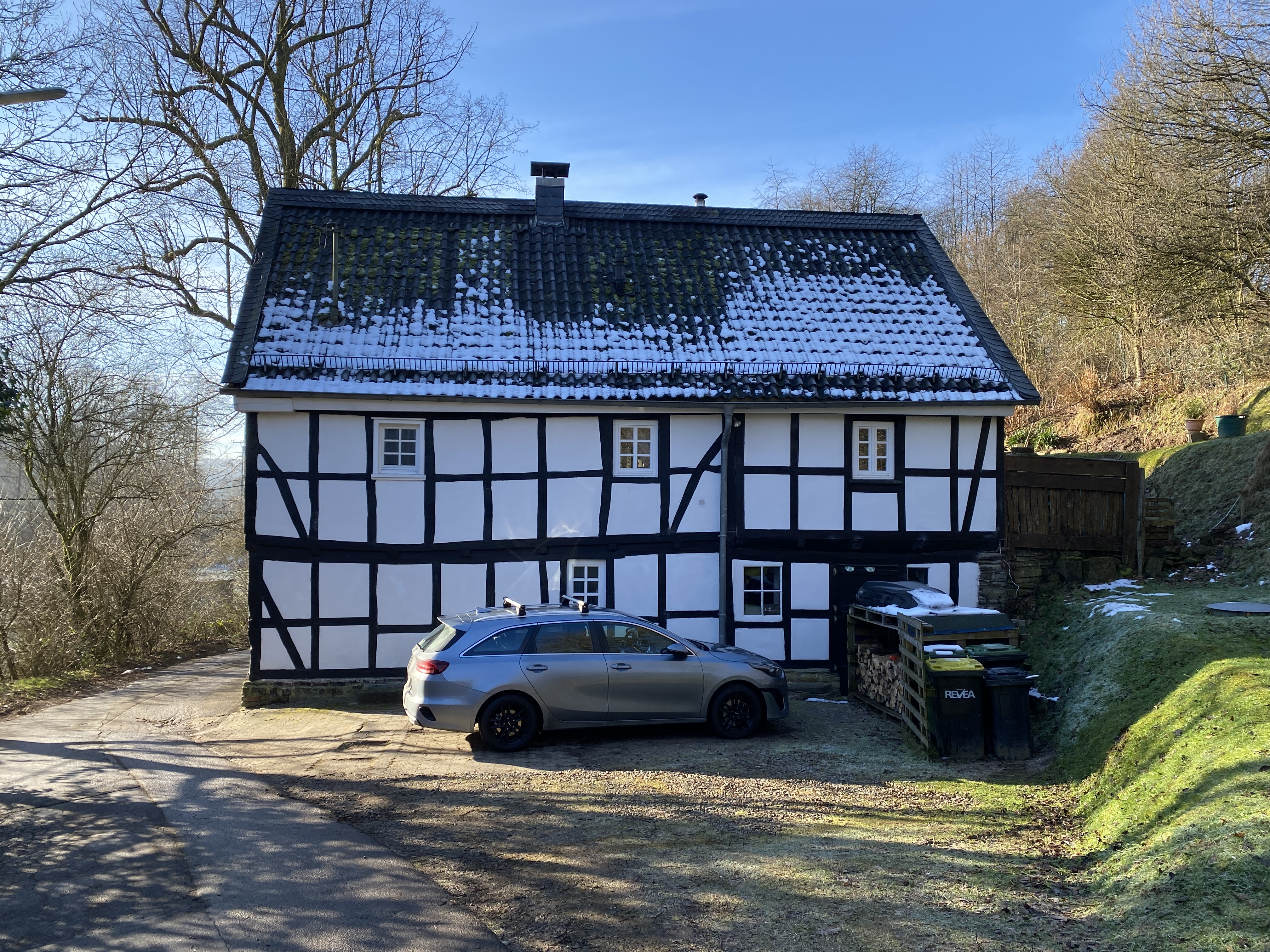
Baudenkmal Süttenbach 10
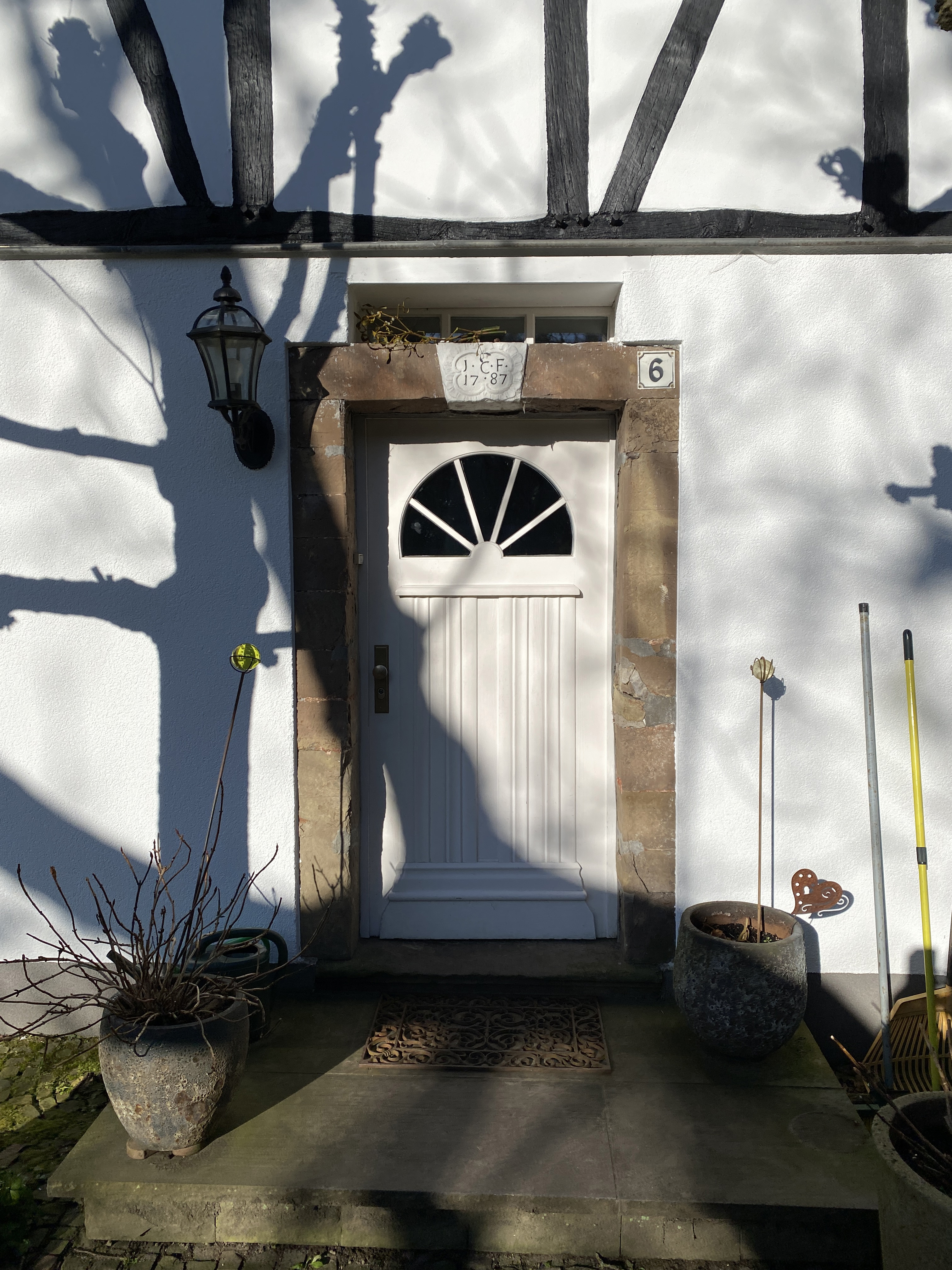
Eingang Süttenbach 6 (Inschrift: 1787)
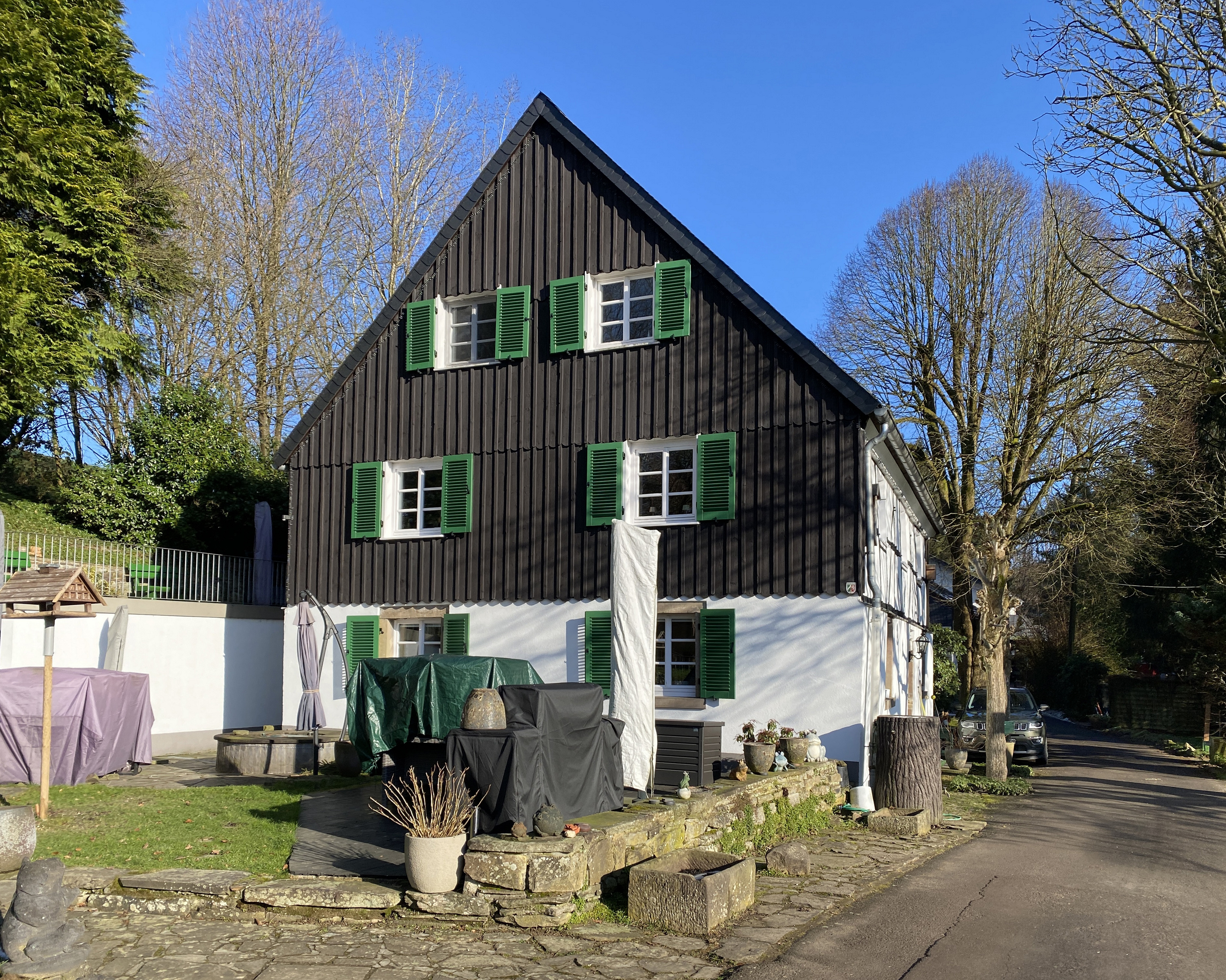
Baudenkmal Süttenbach 6